# برونو مئالی
برونو مئالی (ایتالیایی: Bruno Mealli؛ زادهٔ ۲۰ نوامبر ۱۹۳۷) دوچرخه‌سوار اهل ایتالیا است.